# Notre-Dame (Vitré)

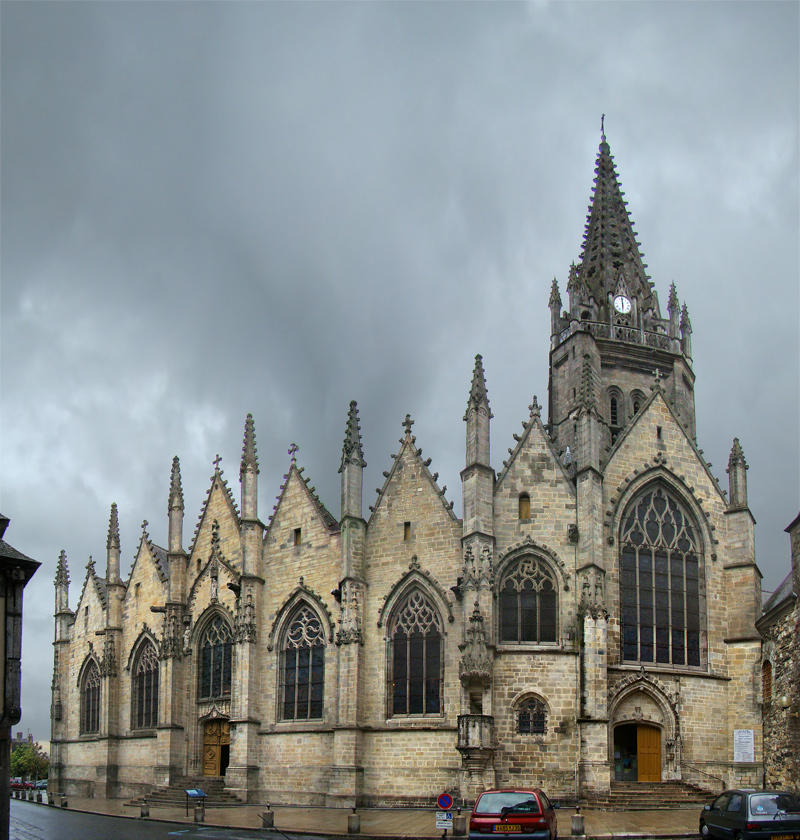
Pfarrkirche Notre-Dame, Südseite

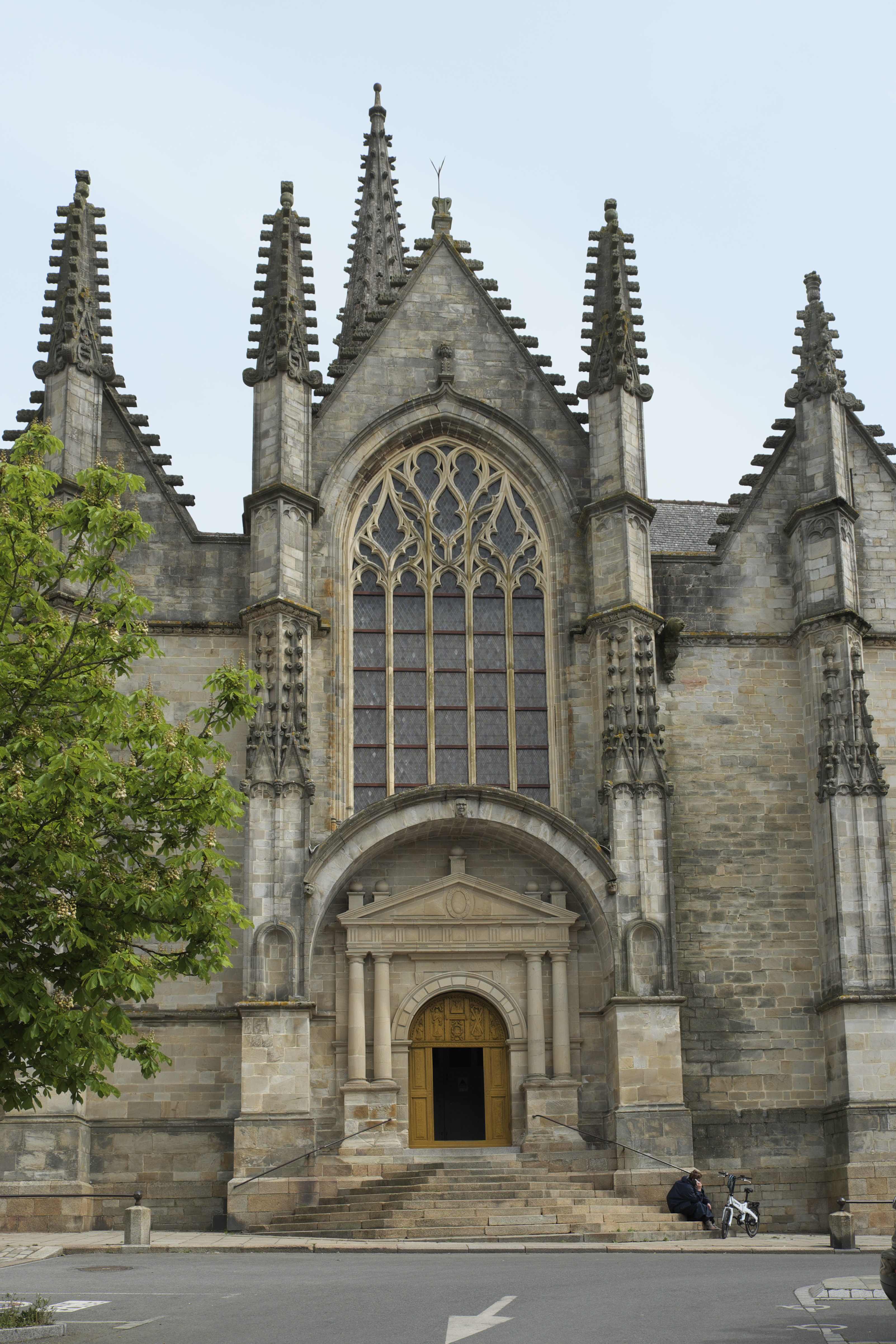
Westfassade

Die römisch-katholische Pfarrkirche Notre-Dame in Vitré, einer Gemeinde im Département Ille-et-Vilaine in der französischen Region Bretagne, geht auf eine Kollegiatkirche aus dem 11. Jahrhundert zurück. Das heutige Gebäude wurde weitgehend im 15./16. Jahrhundert im Stil des Übergangs von der Flamboyantgotik zur Renaissance errichtet. Die Kirche gehört zu den ersten Bauwerken, die im Jahr 1840 als Monument historique in die Liste der Baudenkmäler (Base Mérimée) in Frankreich aufgenommen wurden.

## Geschichte
Die Kirche wurde um 1060 von Robert I. von Vitré gestiftet. Im 15. und 16. Jahrhundert wurde sie vollständig neu aufgebaut, nur der sogenannte Mönchschor blieb von der alten Kirche erhalten. 1467 wurde das nördliche Seitenschiff errichtet und in den folgenden Jahren die nördlichen Seitenkapellen. Zwischen 1480 und 1500 entstanden das Querhaus und die südlichen Chorkapellen. Die Südseite mit ihren sieben Giebeln wurde in zwei Bauphasen errichtet, in den Jahren 1480 bis 1500 und zwischen 1530 und 1540. Die Westfassade entstand um 1580, am Portal sind noch die originalen, holzgeschnitzten Türflügel von 1586 erhalten. Die steinerne Turmspitze wurde 1858 erneuert.

## Architektur

### Außenbau

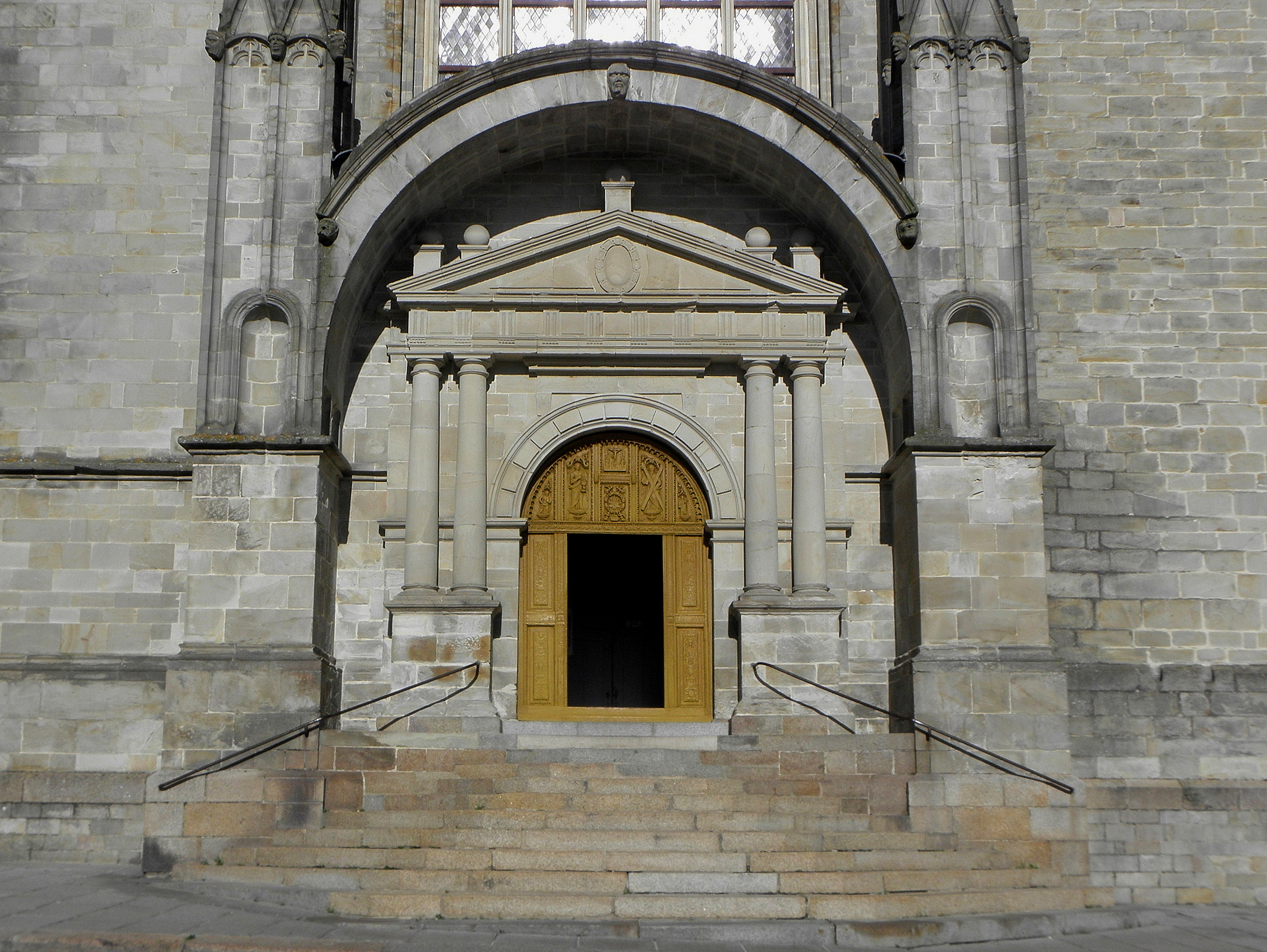
Westportal

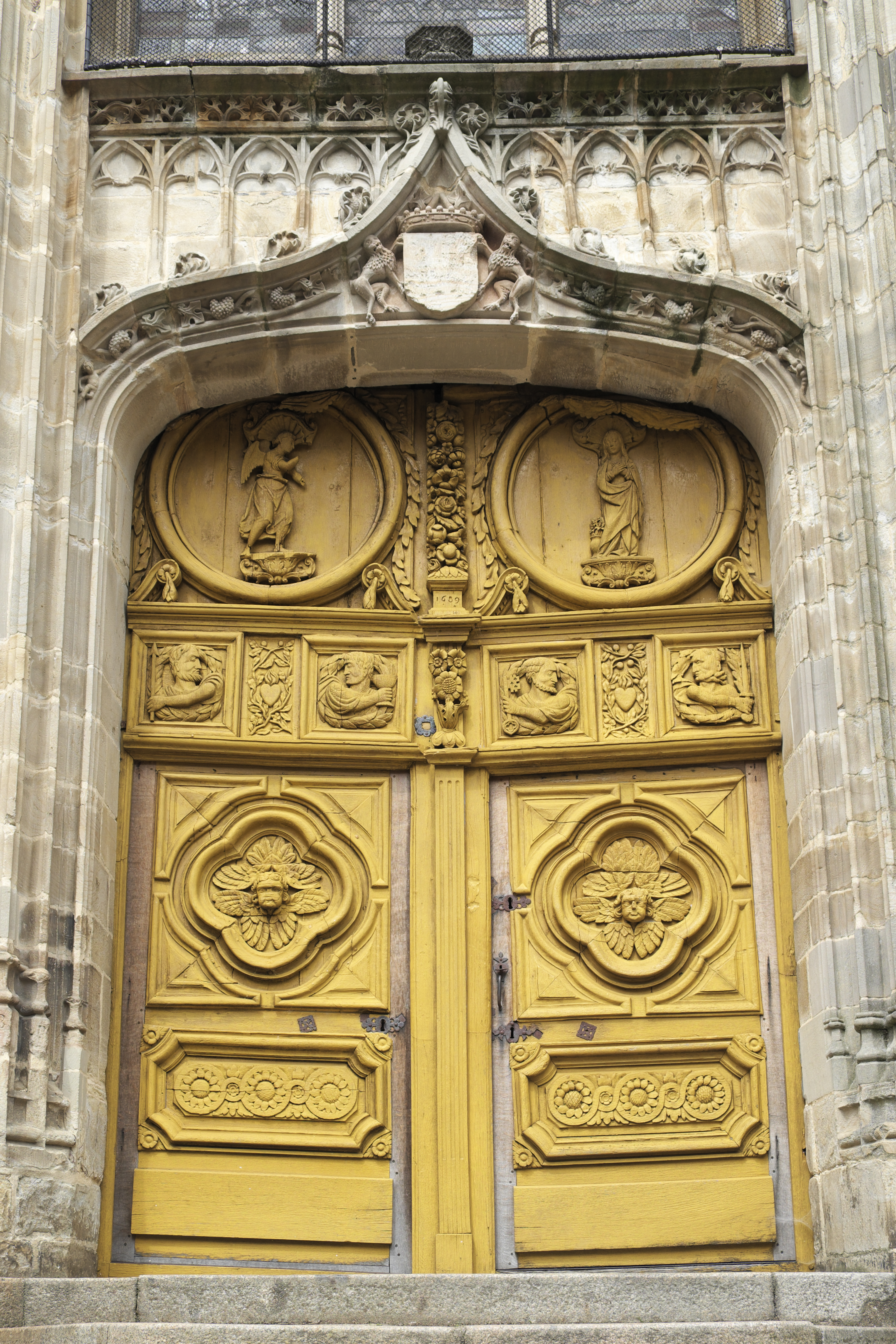
Südportal

Die schlichte Westfassade wird durch drei Giebel gegliedert, die durch massive Strebepfeiler verstärkt werden. Der mittlere Giebel wird von einem großen, fünfbahnigen Maßwerkfenster durchbrochen, unter dem sich ein triumphbogenartiges Portal öffnet. Das Rundbogenportal wird von schlanken Säulen gerahmt, die auf hohen Sockeln stehen und auf denen ein Gebälk mit Dreiecksgiebel aufliegt. Die holzgeschnitzten Türflügel sind mit der Jahreszahl 1586 datiert und mit Reliefs verziert. Auf dem Tympanon sind außen die Apostel Petrus und Paulus und in der Mitte die Apostel Johannes und Andreas dargestellt. 
Die sieben Giebel an der Südseite des Langhauses werden durch Strebepfeiler mit aufgesetzten Fialen abgegrenzt. Das Südportal entstand zwischen 1530 und 1609. Der steinerne Dekor des Portals mit seinen geometrischen Motiven stammt aus der Zeit der frühen Renaissance. Die holzgeschnitzten Türflügel sind mit der Jahreszahl 1609 datiert. Sie sind mit Reliefs verziert, auf denen oben die Verkündigungsszene und darunter die Büsten der Apostel Thomas und Johannes (links) und Petrus und Paulus (rechts) dargestellt sind. 

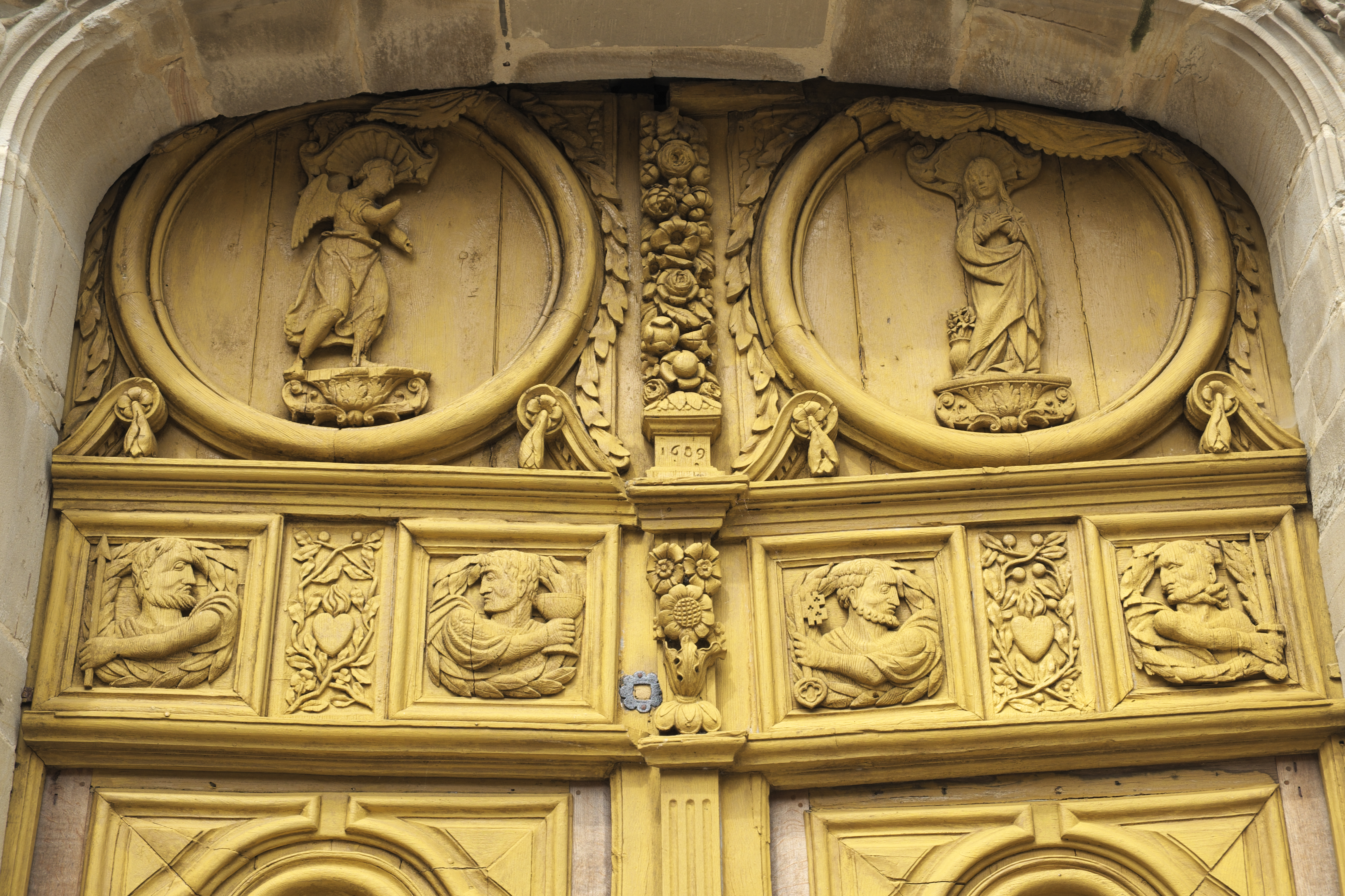
Verkündigungsszene und Apostelbüsten am Südportal
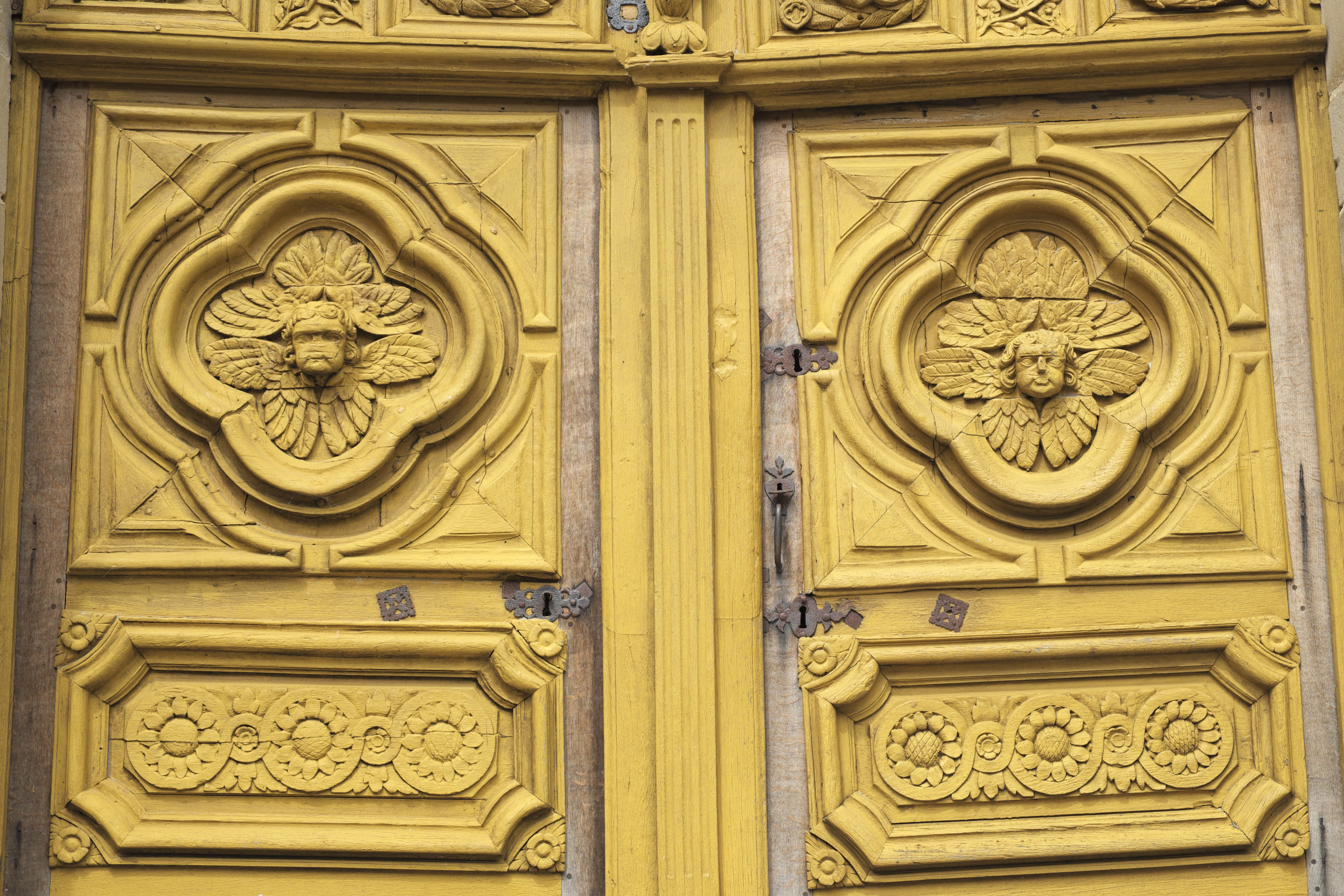
Engelsköpfe am Südportal
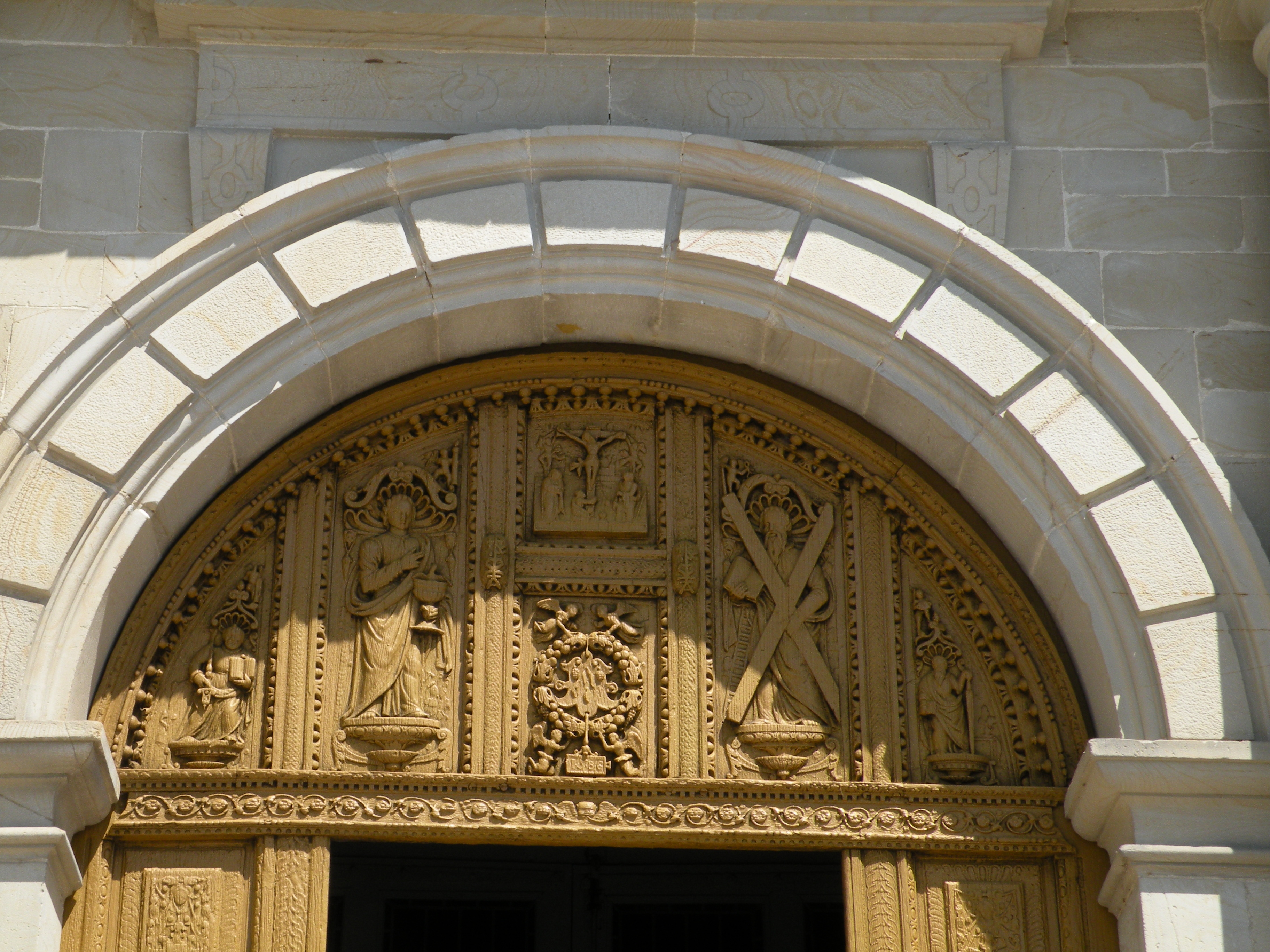
Tympanon des Westportals

### Außenkanzel

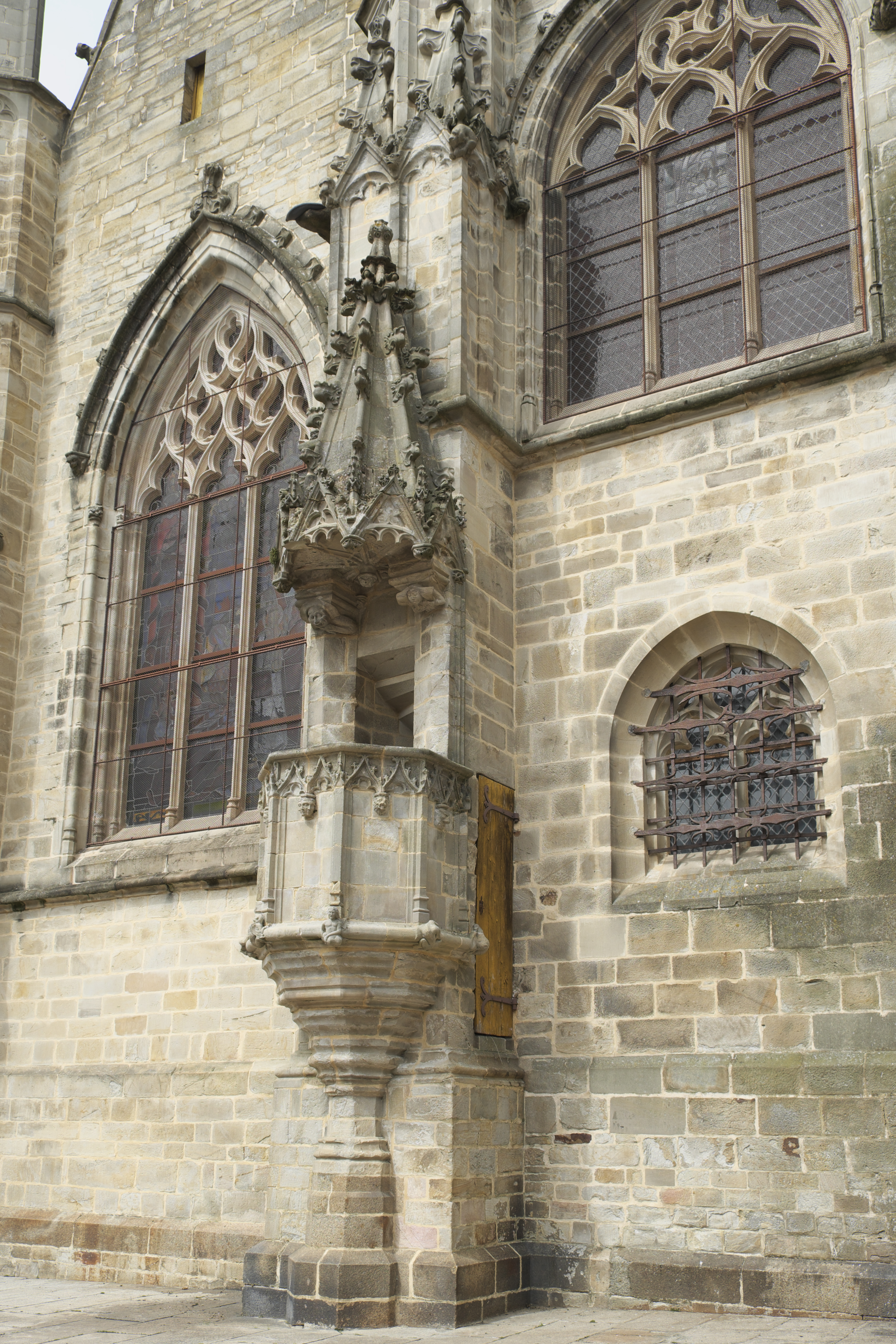
Außenkanzel

Die Außenkanzel wurde um 1490/1500 aus Sandstein skulptiert und ist an einen Strebepfeiler der Südfassade angebaut. Der Kanzelkorb ist mit Figuren und Köpfen verziert. Am oberen Rand verläuft ein Fries aus Dreipassbögen, die von mit Krabben besetzten Kielbögen gerahmt werden. Unter dem Rand in der Mitte sieht man einen Kopf mit drei Gesichtern, der die Dreifaltigkeit symbolisieren soll. Die Kanzel wurde bis ins frühe 20. Jahrhundert genutzt.

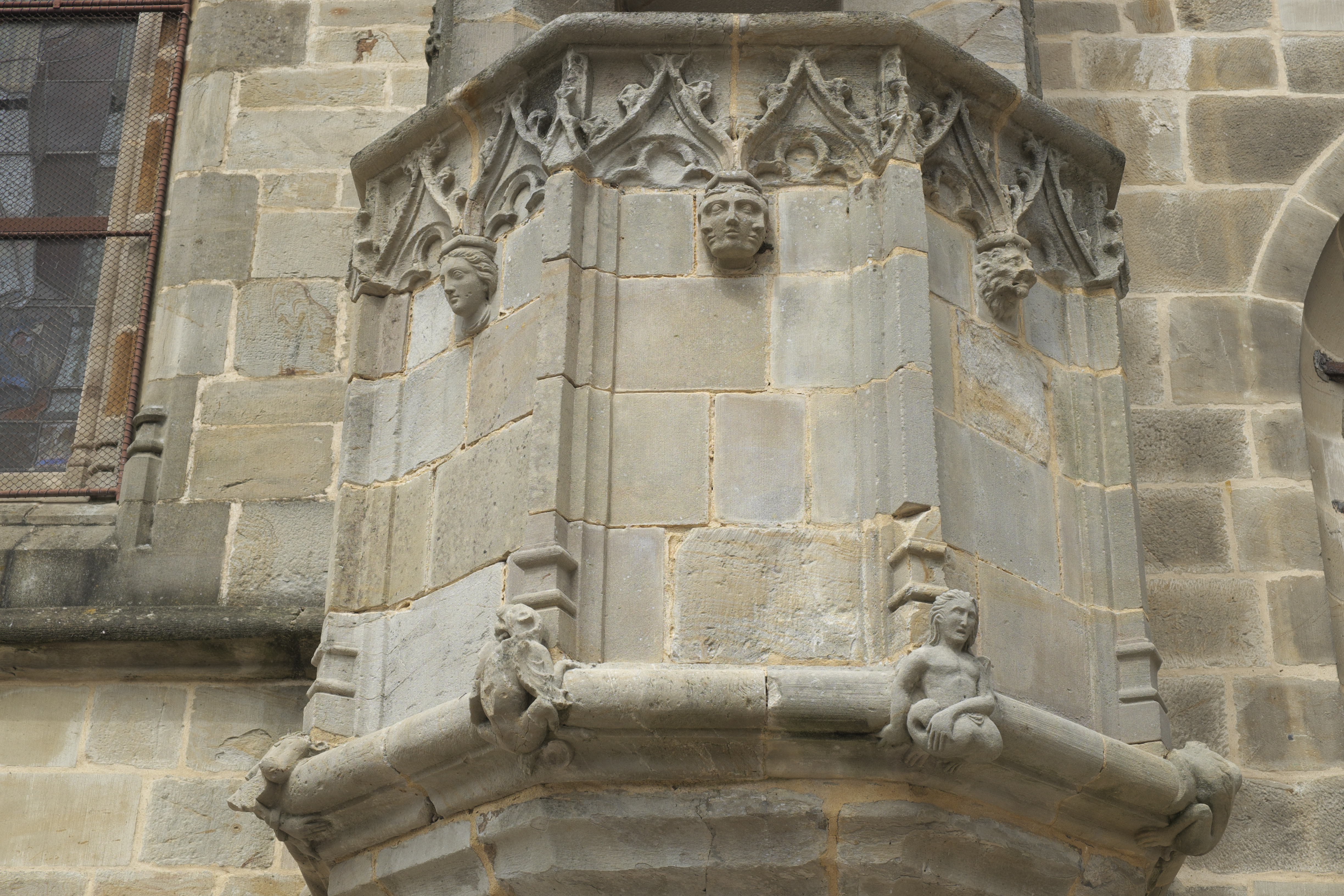
Steinerner Korb der Außenkanzel
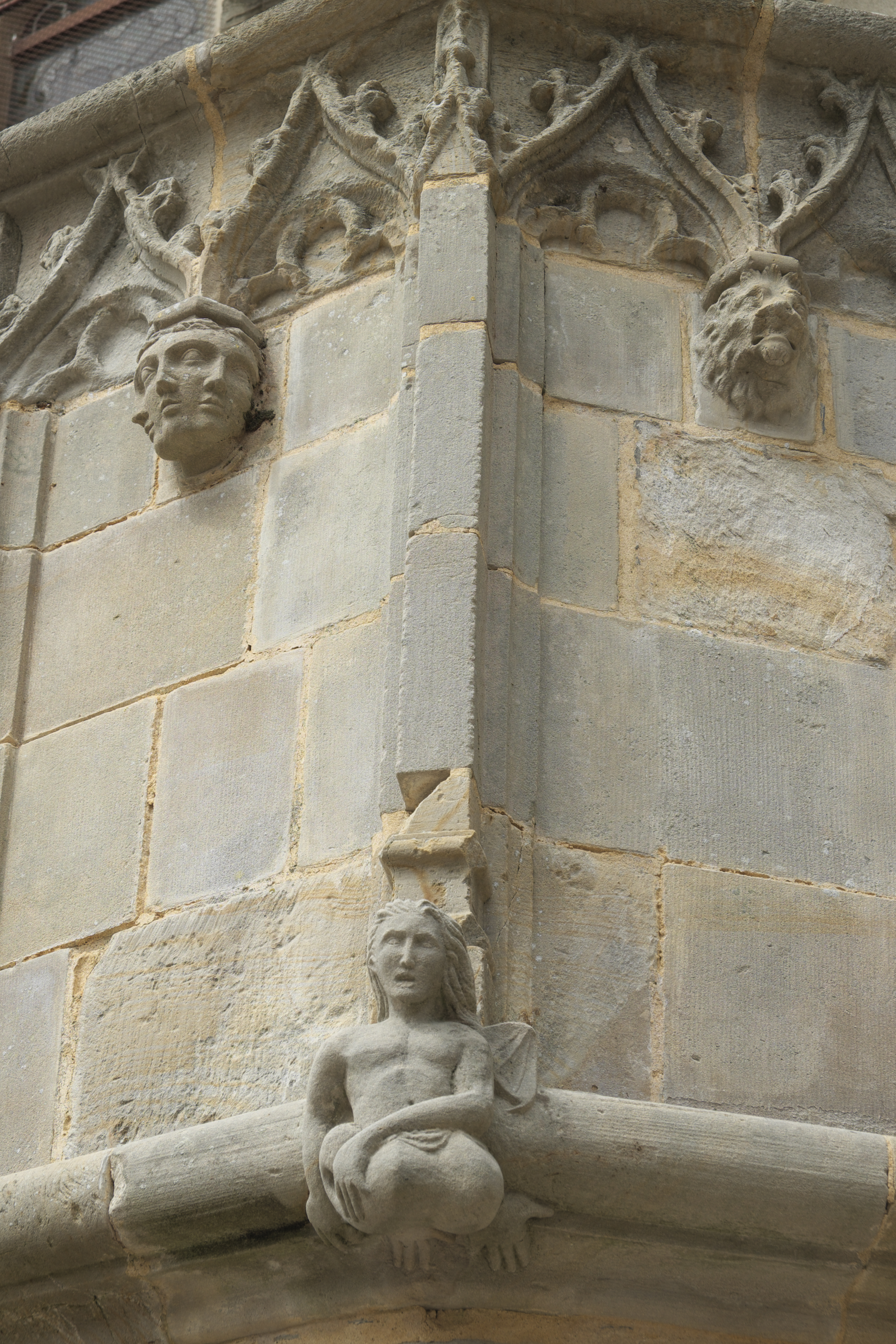
Skulpturen am Kanzelkorb

### Innenraum

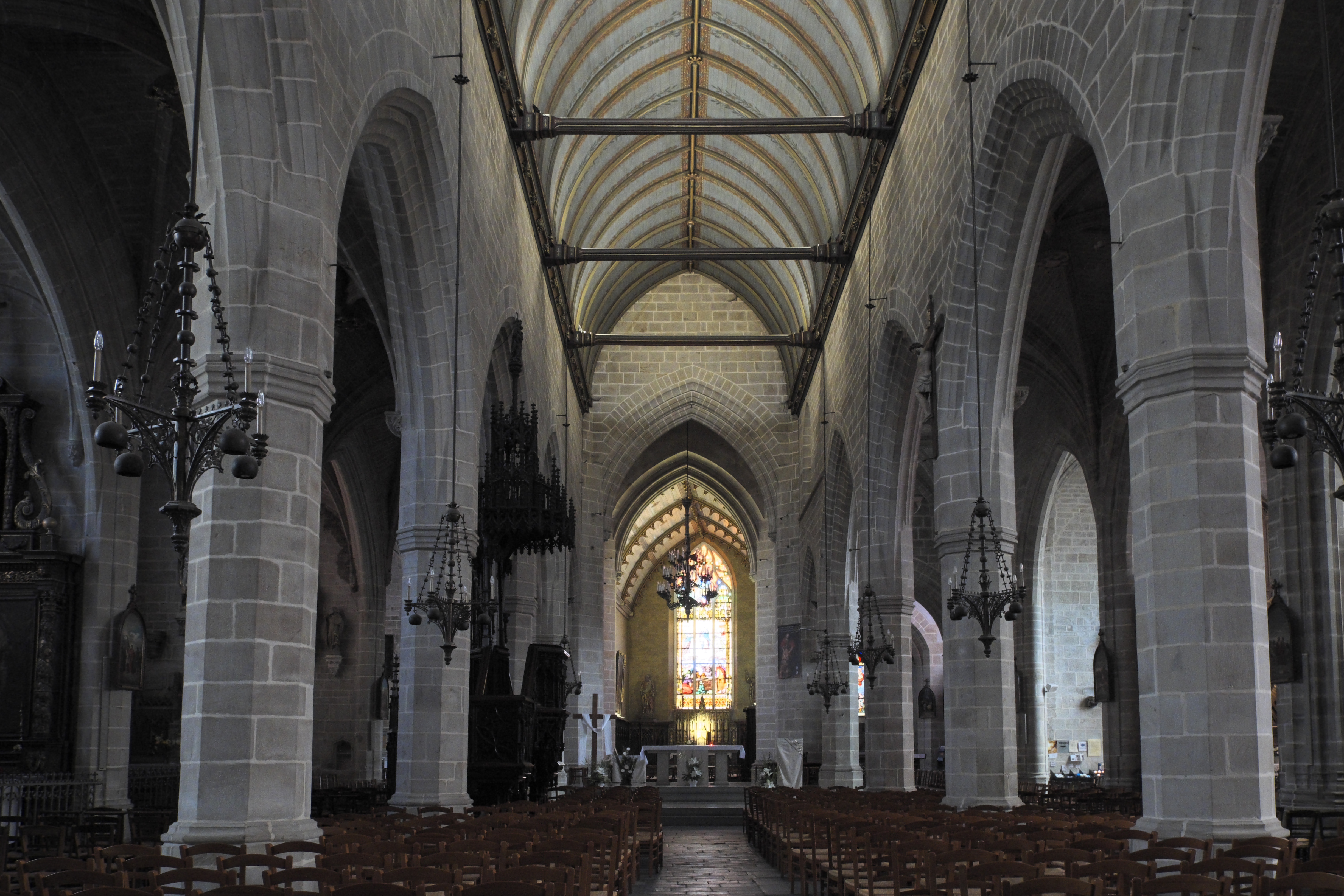
Innenraum

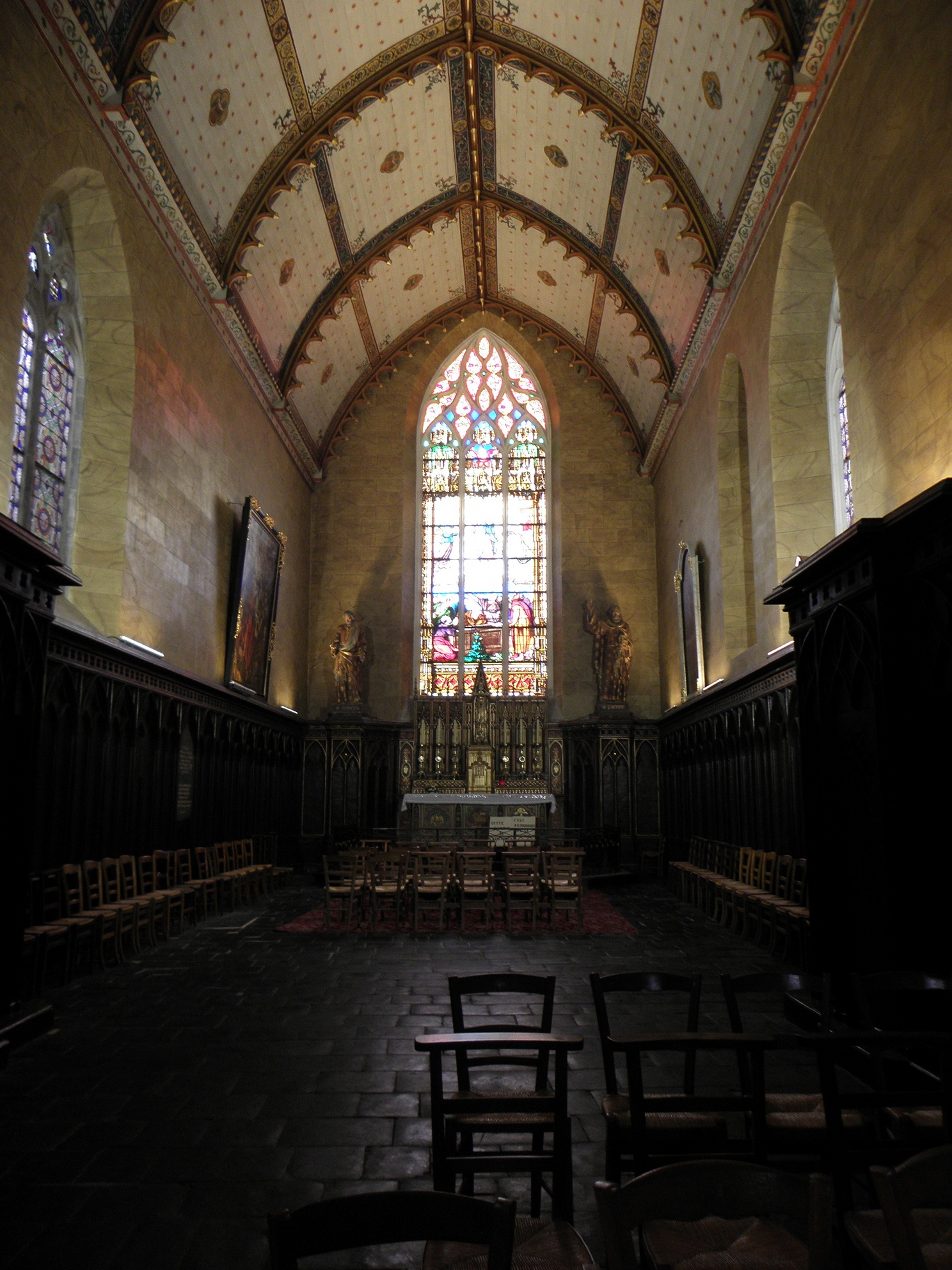
Mönchschor

Das dreischiffige Langhaus ist in sechs Joche gegliedert. Hohe Spitzbogenarkaden, die auf achteckigen Pfeilern mit schlichten Kapitellen aufliegen, öffnen das Mittelschiff zu den beiden Seitenschiffen. Die Seitenschiffe werden von Kreuzrippengewölben gedeckt, deren Schlusssteine mit den Wappen der Bretagne und der Herren von Vitré verziert sind. Die Gewölberippen ruhen auf Konsolen, auf denen Engel oder Tiere dargestellt sind. Das Hauptschiff wird von einer hölzernen Spitztonne gedeckt, die Bemalung stammt aus dem 19. Jahrhundert.
Der sogenannte Mönchschor, die Sakramentskapelle, stammt noch aus dem 12. Jahrhundert und war ursprünglich das Schiff der romanischen Vorgängerkirche. Er wird wie das Hauptschiff von einer hölzernen Spitztonne überwölbt, in seine Ostwand ist ein hohes, dreibahniges Maßwerkfenster eingeschnitten, dessen Bleiverglasung aus dem 19. Jahrhundert stammt und die Himmelfahrt Mariens darstellt.

## Bleiglasfenster

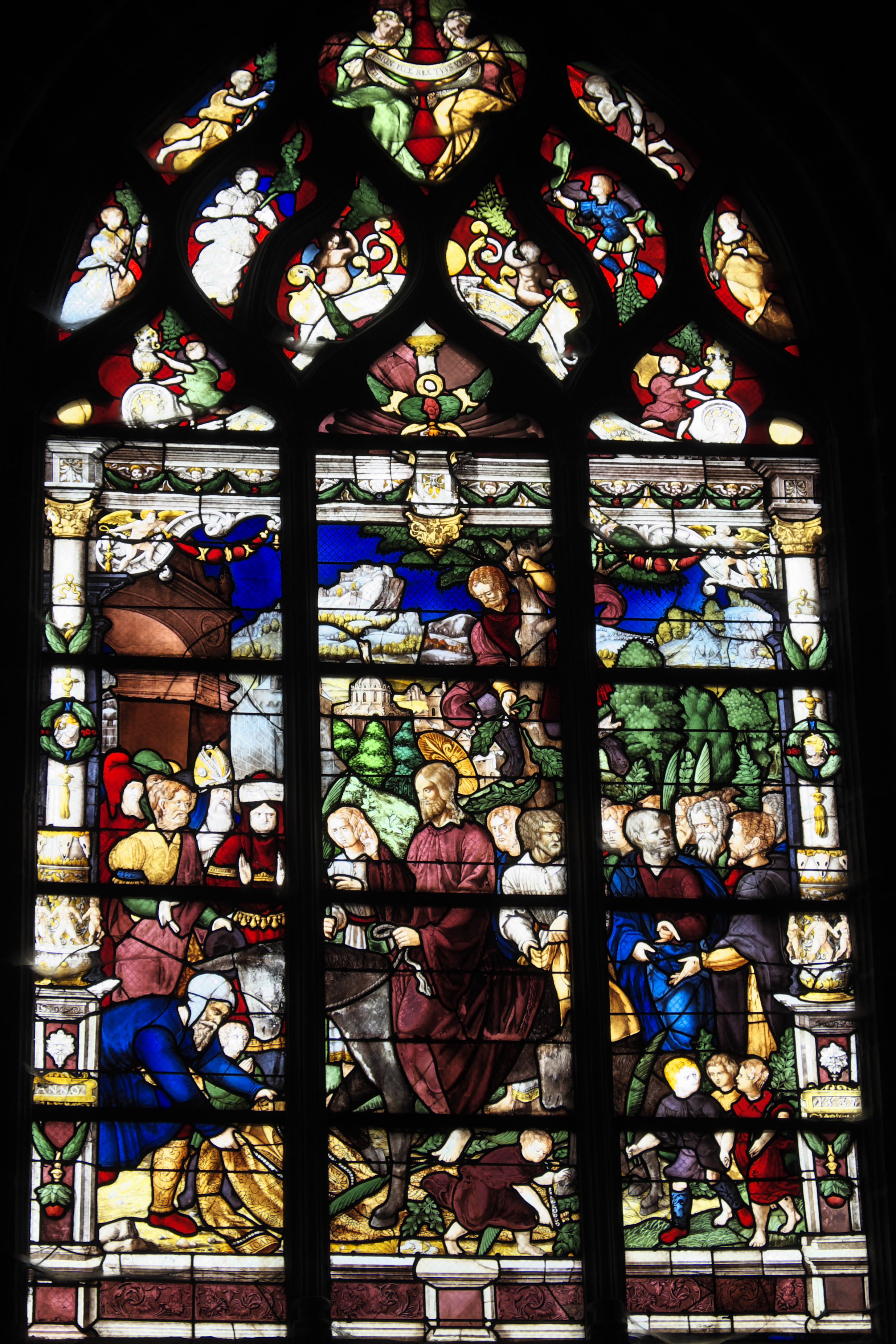
Einzug in Jerusalem

### Fenster aus dem 15./16. Jahrhundert
Das dreibahnige Bleiglasfenster über dem Südportal ist das einzige vollständig erhaltene Fenster aus der Bauzeit der Kirche. Es stellt den Einzug Jesu in Jerusalem dar und ist mit der Jahreszahl 1537 bezeichnet. In zwei weiteren Fenstern sind Fragmente älterer Scheiben erhalten. Im Maßwerk eines Fensters ist eine Kreuzigungsszene aus der Zeit um 1500 zu erkennen. Auf einer anderen Scheibe, ein Ausschnitt einer Verkündigungsszene, die vermutlich 1473 ausgeführt wurde, ist der Erzengel Gabriel dargestellt.

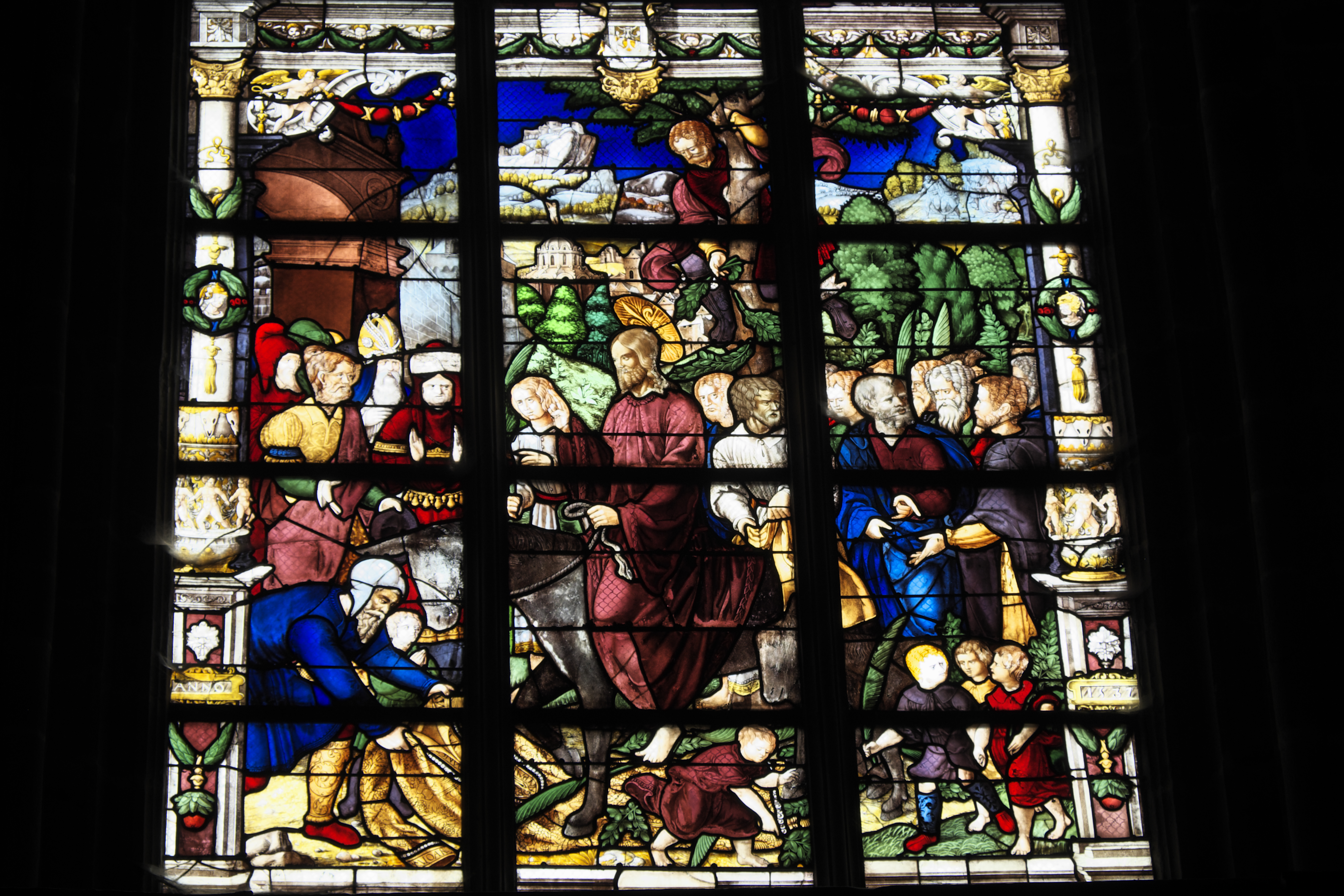
Einzug in Jerusalem, von 1537
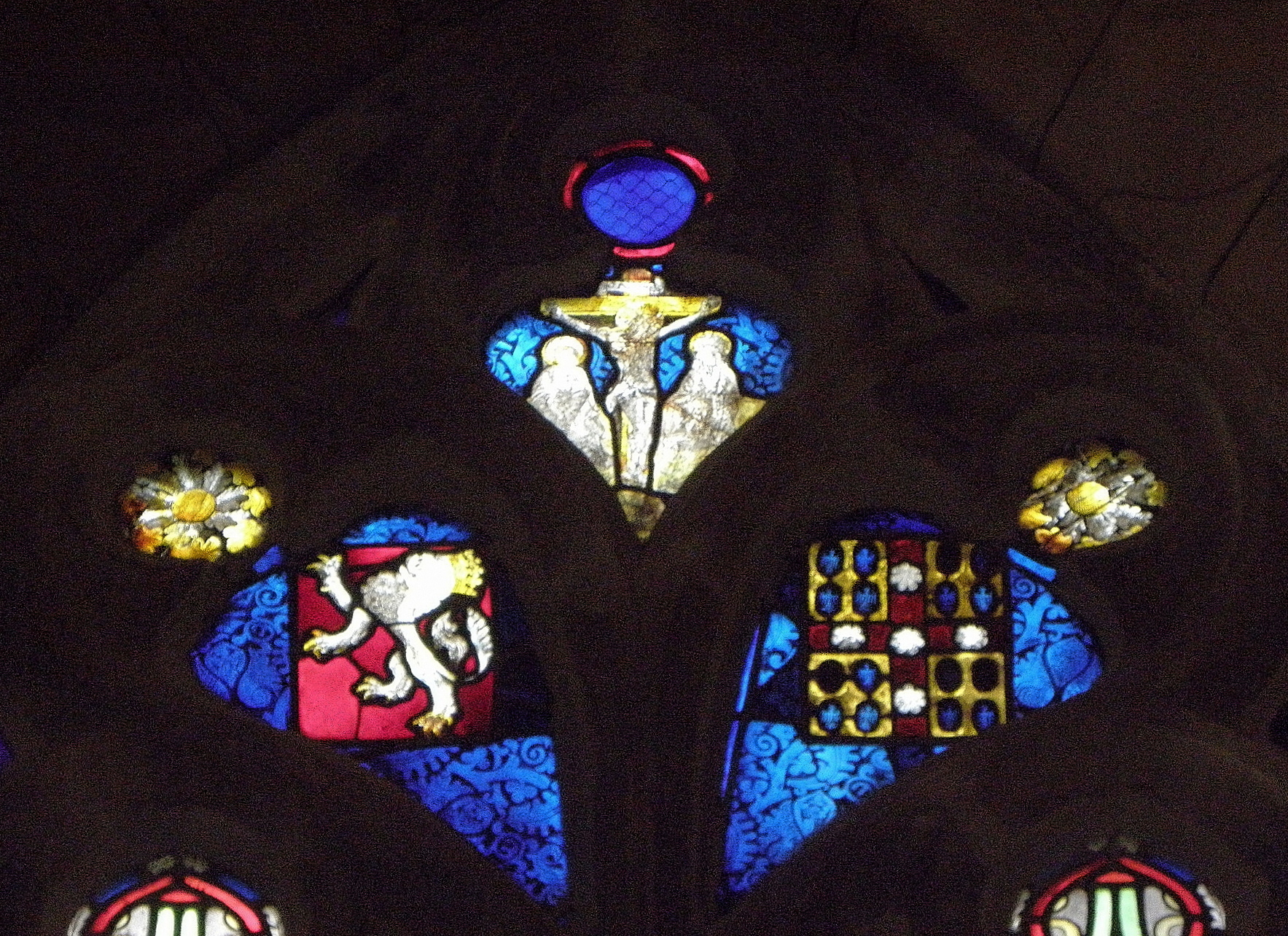
Kreuzigungsszene, um 1500
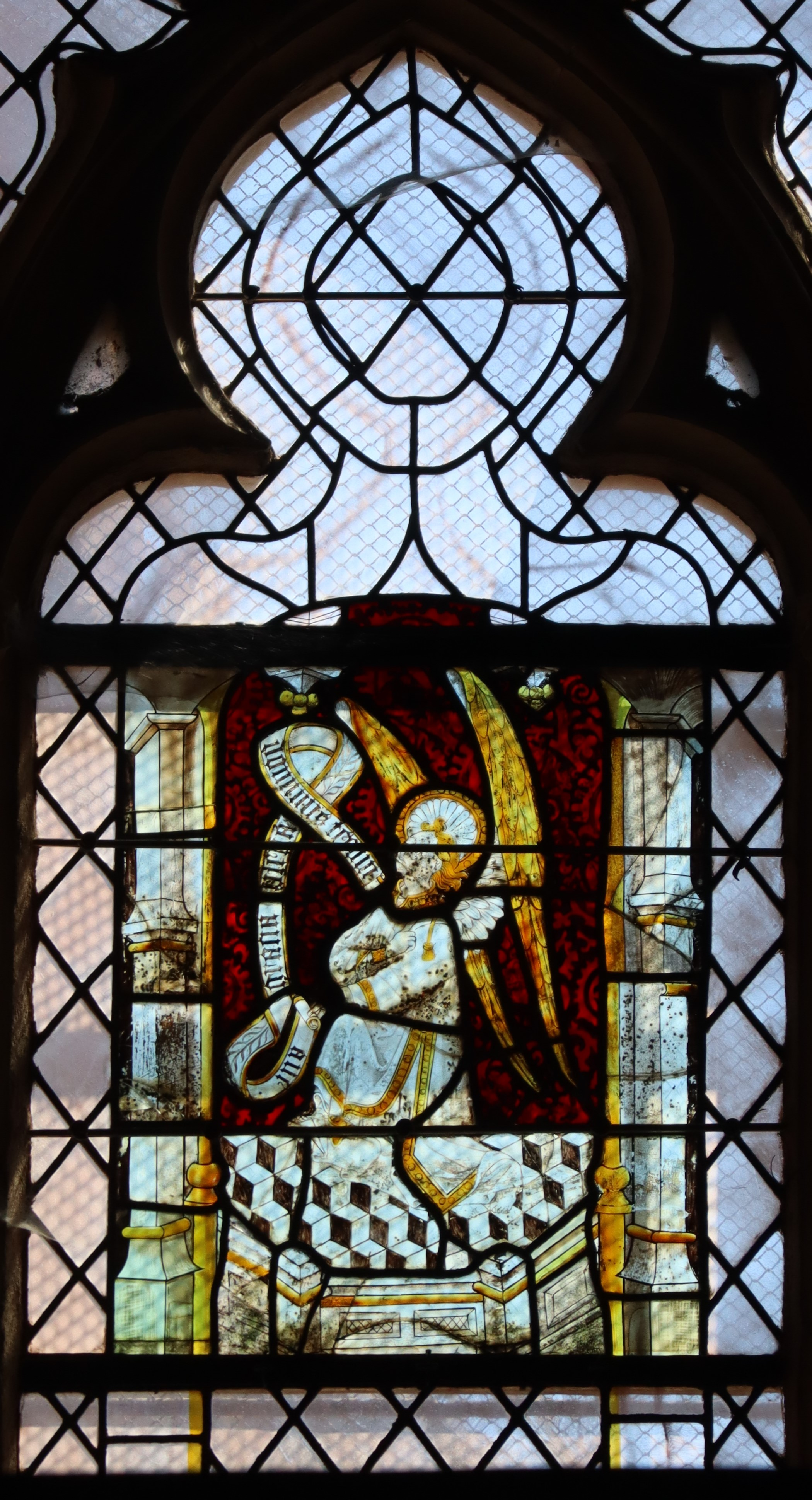
Erzengel Gabriel, vermutlich von 1473

### Fenster aus dem 19. Jahrhundert
Im 19. Jahrhundert wurde die Kirche mit zahlreichen Bleiglasfenstern verschiedener Glasmalereiwerkstätten ausgestattet. Zwei Fenster, das Wurzel-Jesse-Fenster von 1868 im südlichen Querhaus und das Rosenkranzfenster  von 1870, wurden in der Werkstatt von Joseph Chauvel in Vitré hergestellt und weisen seine Signatur auf. Das Fenster mit der Darstellung der Anbetung der Hirten aus dem Jahr 1888 trägt die Signatur von Georges Claudius Lavergne, dem Sohn des Glasmalers Claudius Lavergne (1815–1887). In der Werkstatt Lavergne in Paris wurden auch das Fenster der Taufe Jesu aus dem Jahr 1884 und vermutlich auch das Fenster, auf dem Maria und die heilige Elisabeth vor dem Hintergrund einer mittelalterlichen Stadt zusammen mit Jesus und Johannes dem Täufer als kleine Kinder dargestellt sind. Das Fenster der Auferstehung Christi entstand 1896 in der Pariser Werkstatt von Charles Champigneulle. Aus der gleichen Werkstatt stammt auch das Fenster der Präsentation Mariens im Tempel. Das Fenster mit Szenen aus dem Marienleben wurde 1876 in der Glasmalereiwerkstatt der Karmelitinnen von Le Mans ausgeführt. Das Fenster der Kreuztragung aus dem Jahr 1886 stammt aus der Werkstatt von Clamens und Bordereau in Angers.

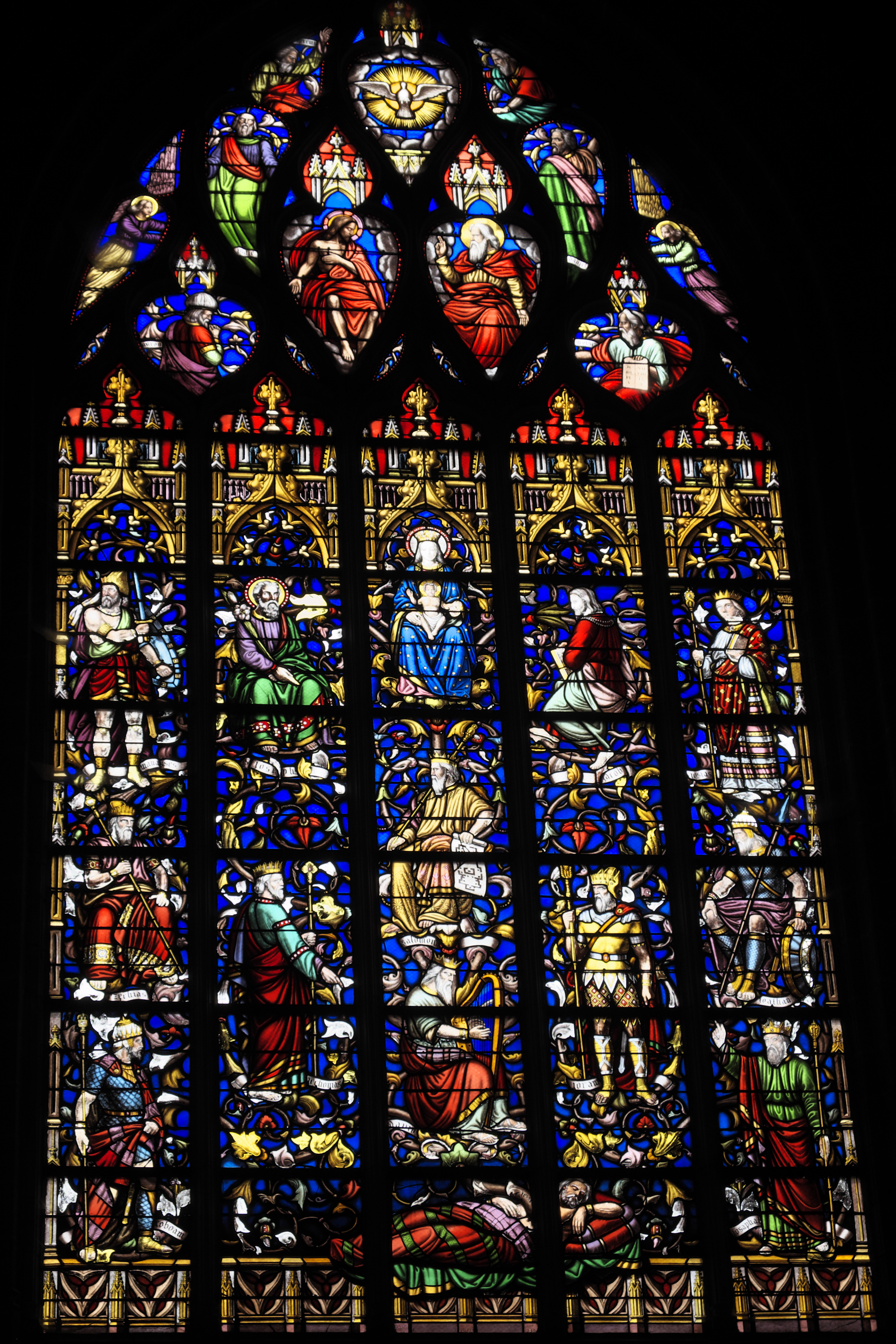
Wurzel-Jesse-Fenster
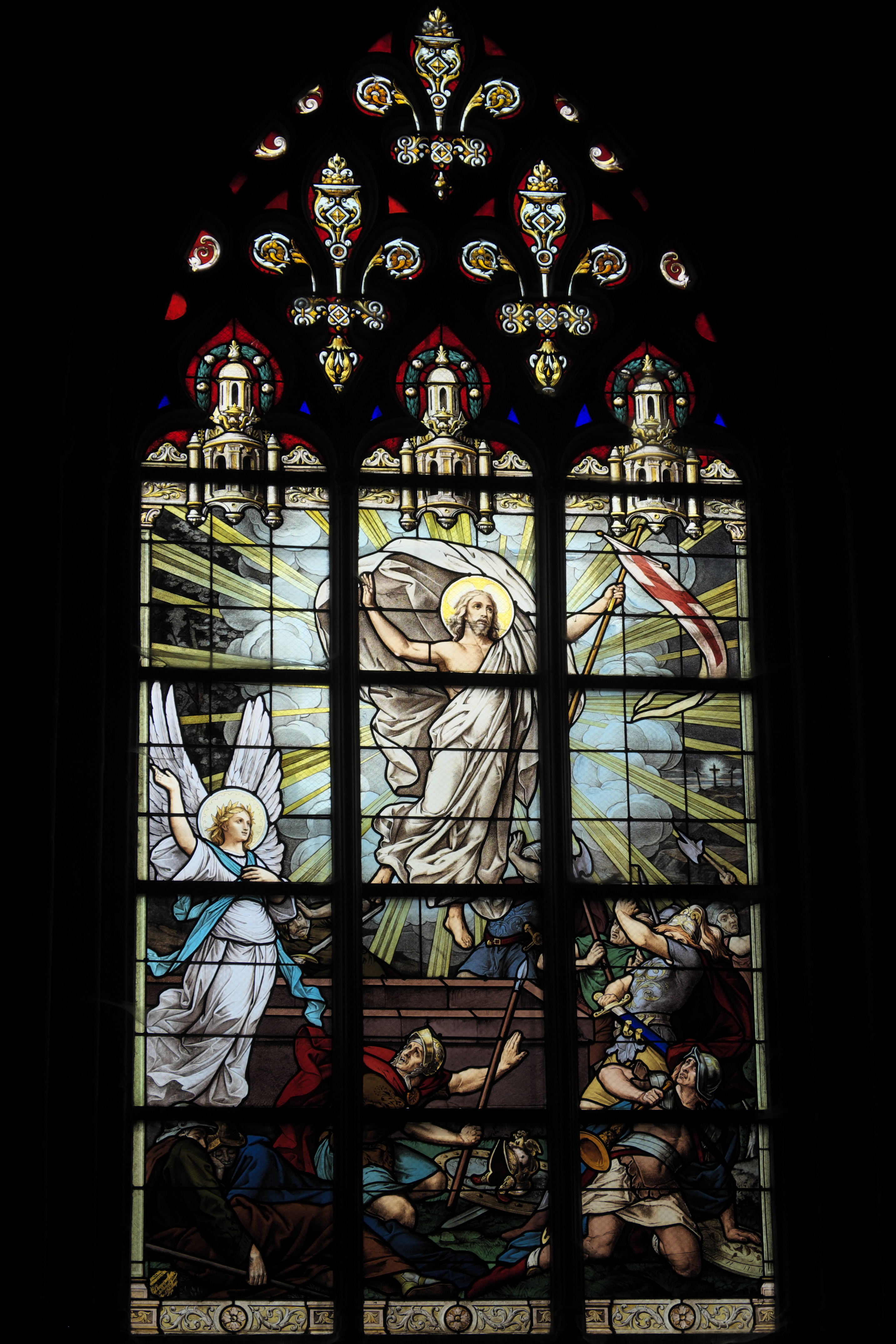
Auferstehung Christi
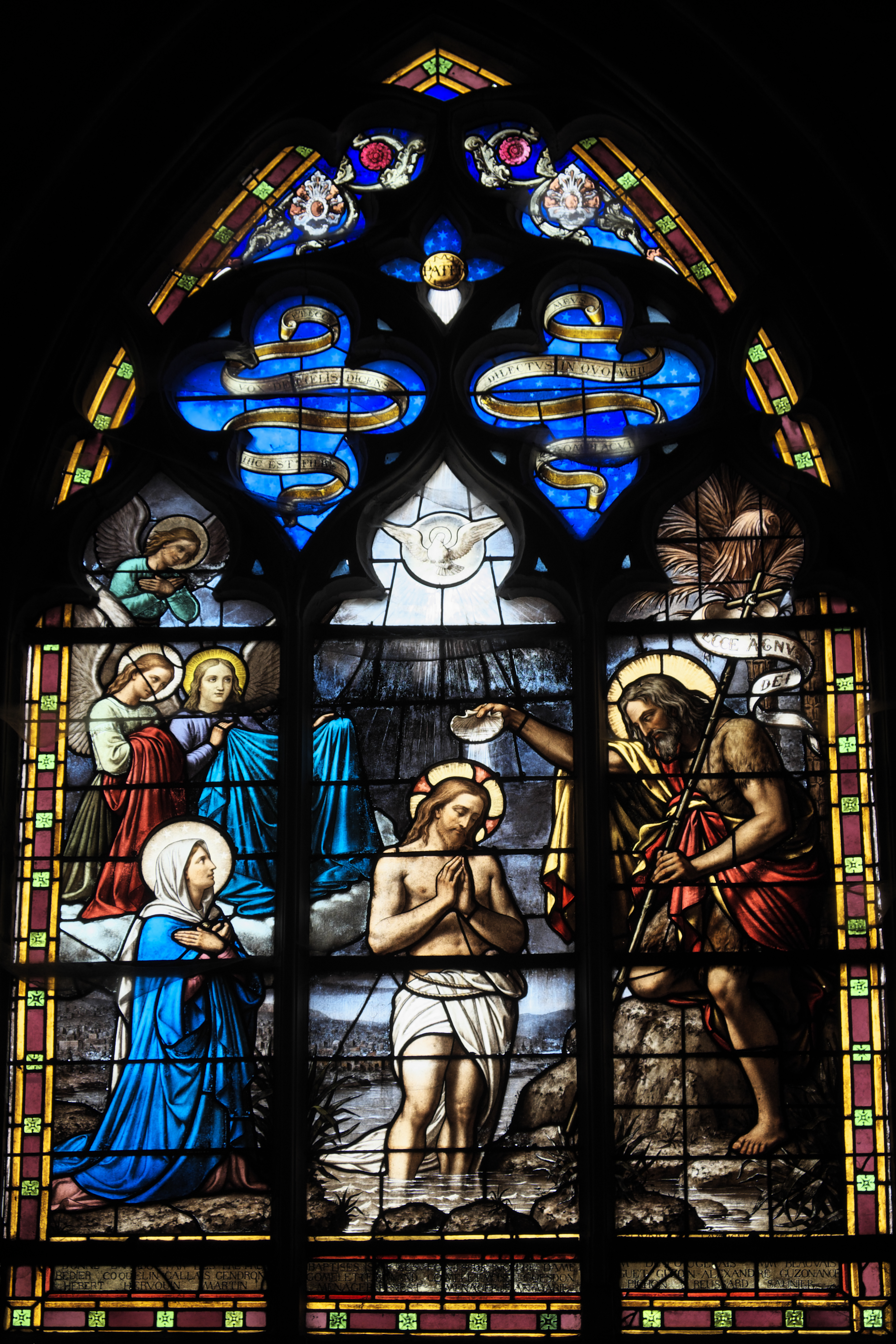
Taufe Jesu
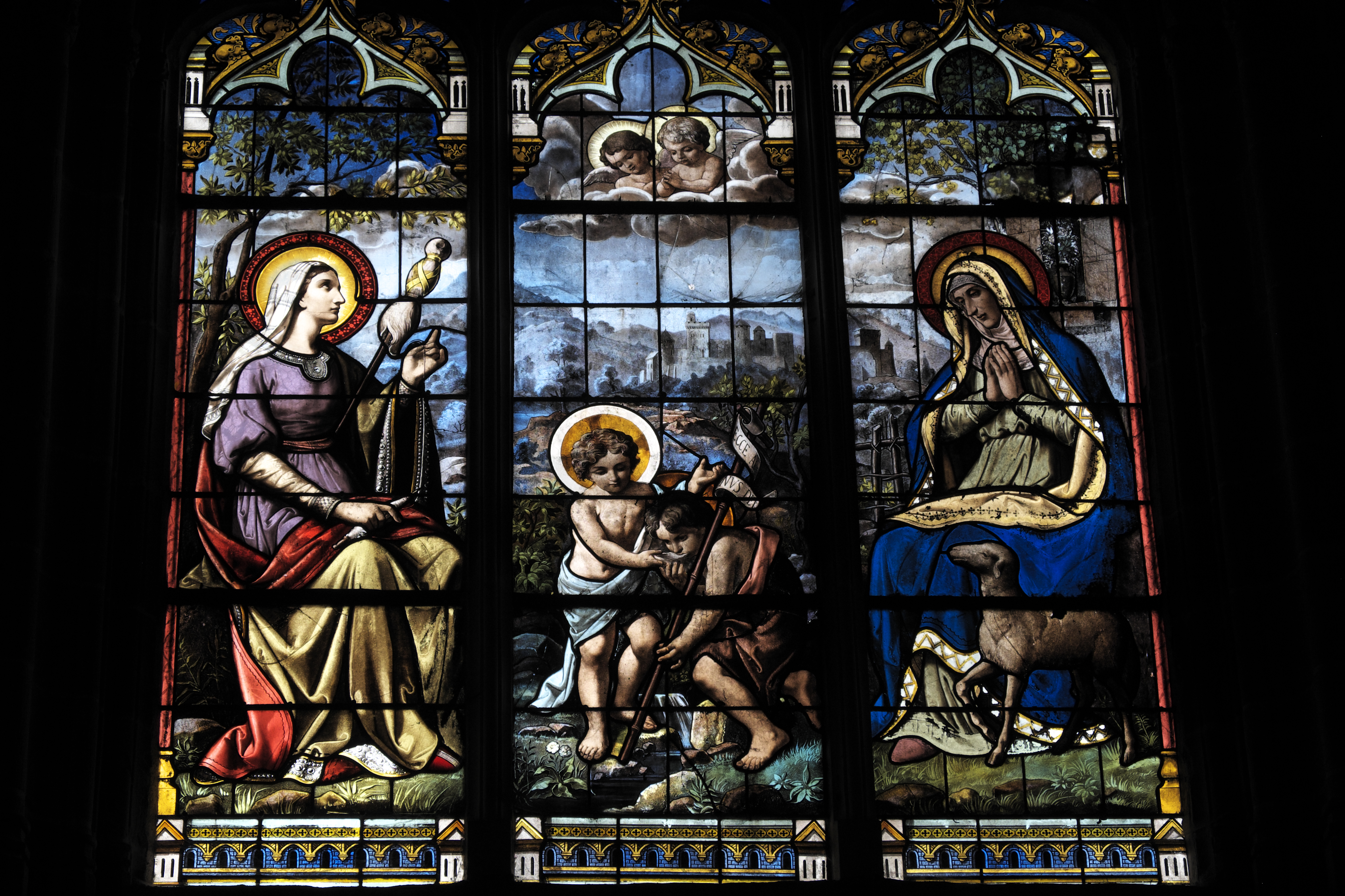
Maria und Elisabeth mit Jesus und Johannes dem Täufer

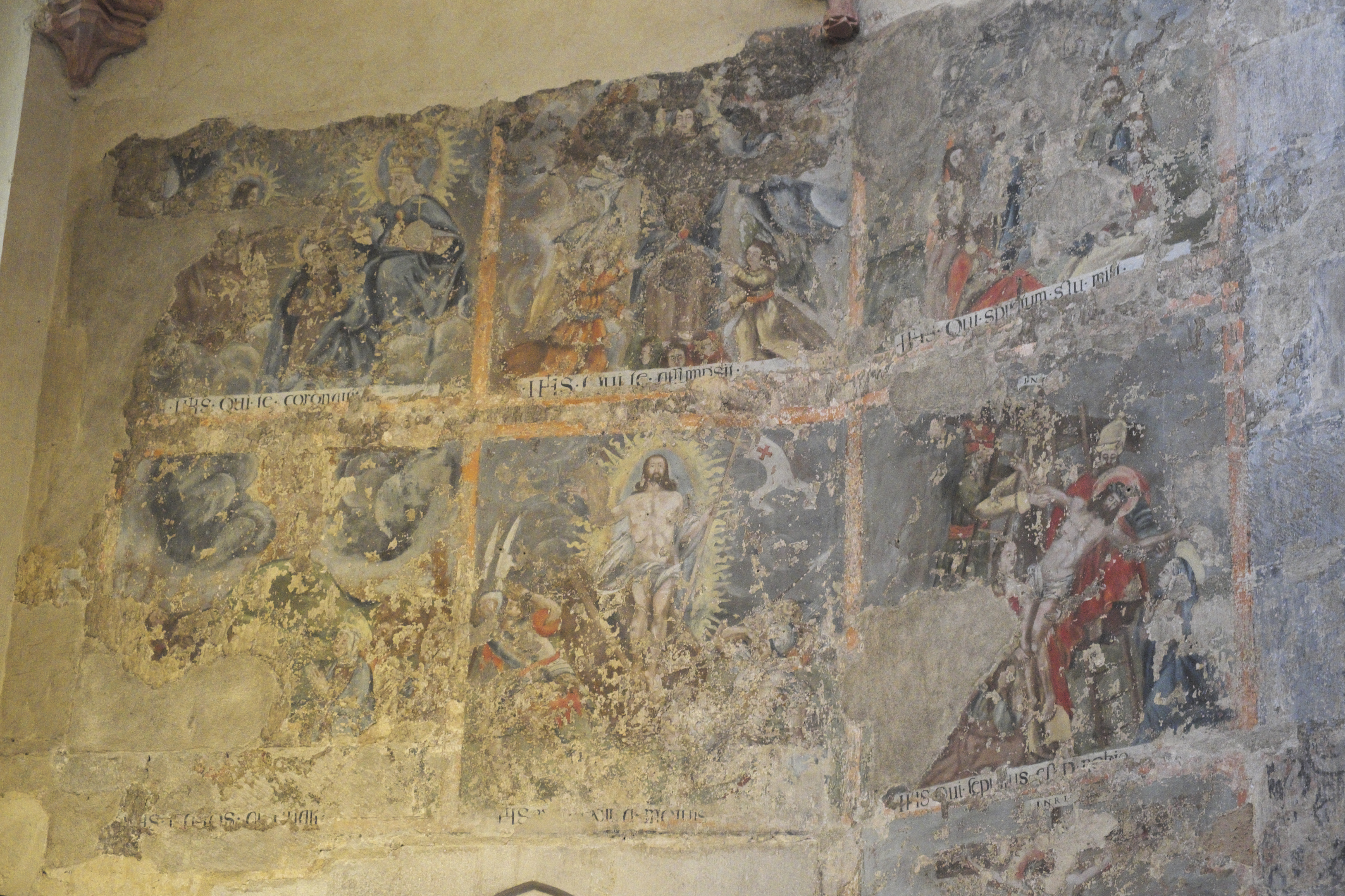
Wandmalerei

## Wandmalereien
In der nördlichen Apsiskapelle wurden im Jahr 2007 Reste von Wandmalereien wieder freigelegt, auf denen die Geheimnisse des Rosenkranzes dargestellt sind. Die Malereien werden in das Jahr 1619 datiert.

## Ausstattung
- Die vier großen Altären, der Michaelsaltar, der Sebastiansaltar, der Altar des heiligen Franziskus und der Altar des heiligen Melanius, des Bischofs von Rennes, sind mit Gemälden und Skulpturen aus dem 17. Jahrhundert ausgestattet.
- Die Kirche besitzt zwei Weihwasserbecken aus dem 16. Jahrhundert. Ein Becken aus weißem Marmor ist mit vier Köpfen verziert.[5] Das andere Becken weist einen Sockel aus Granit und eine godronierte Schale aus Marmor auf, in die die Jahreszahl 1593 eingemeißelt ist.[6]
- Die Kanzel im Stil der Neugotik wurde 1855 nach Entwürfen des Architekten Charles Langlois geschaffen.

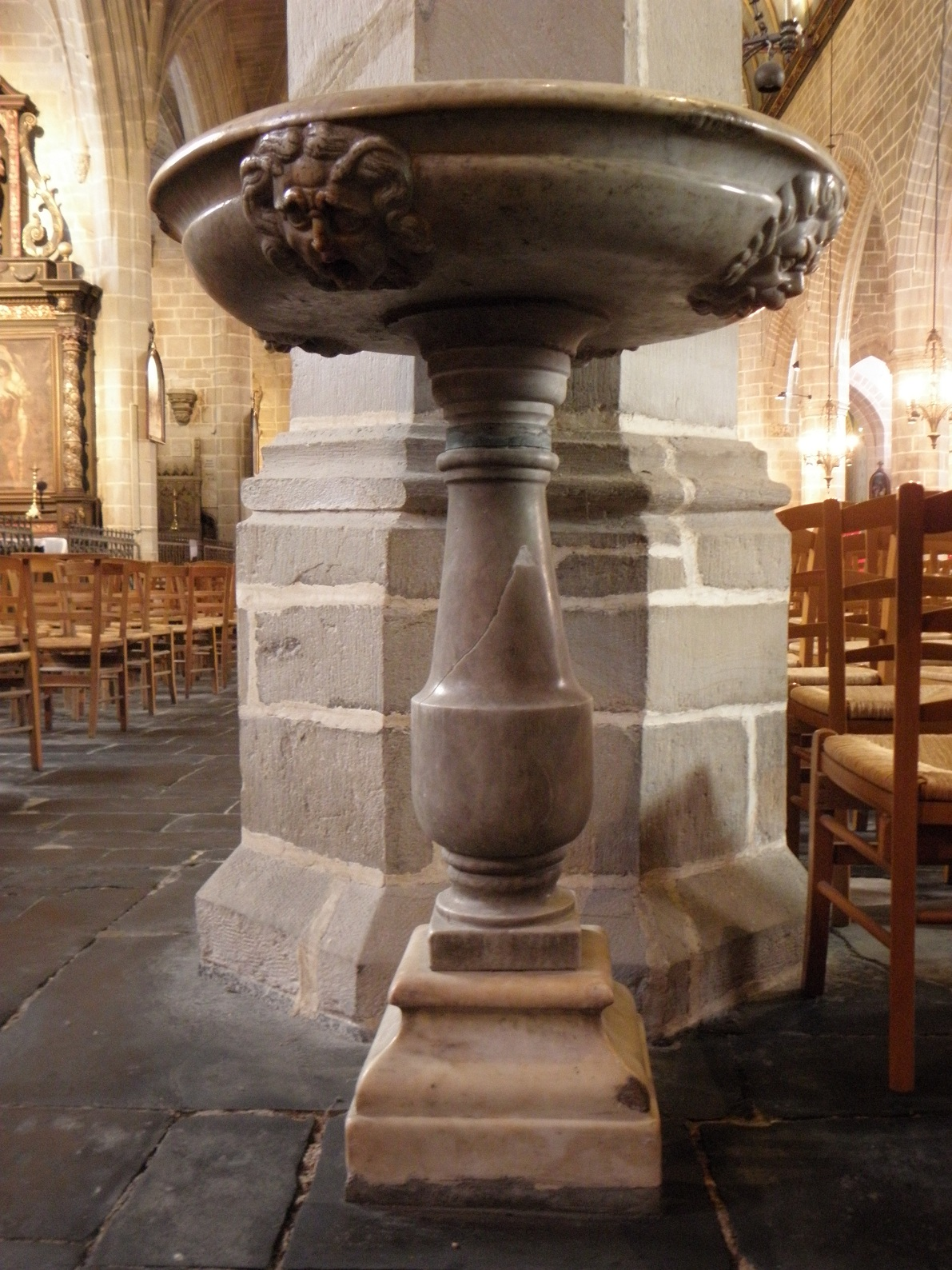
Weihwasserbecken
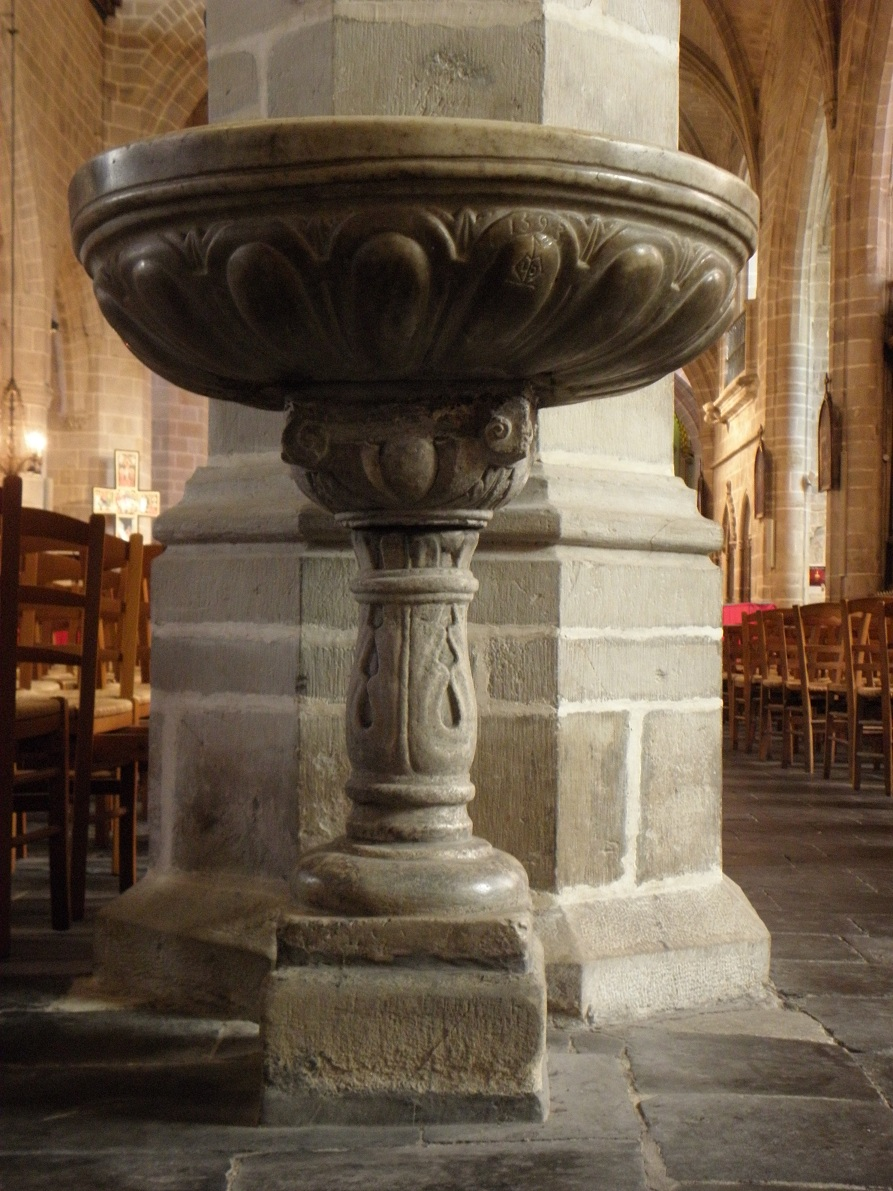
Weihwasserbecken
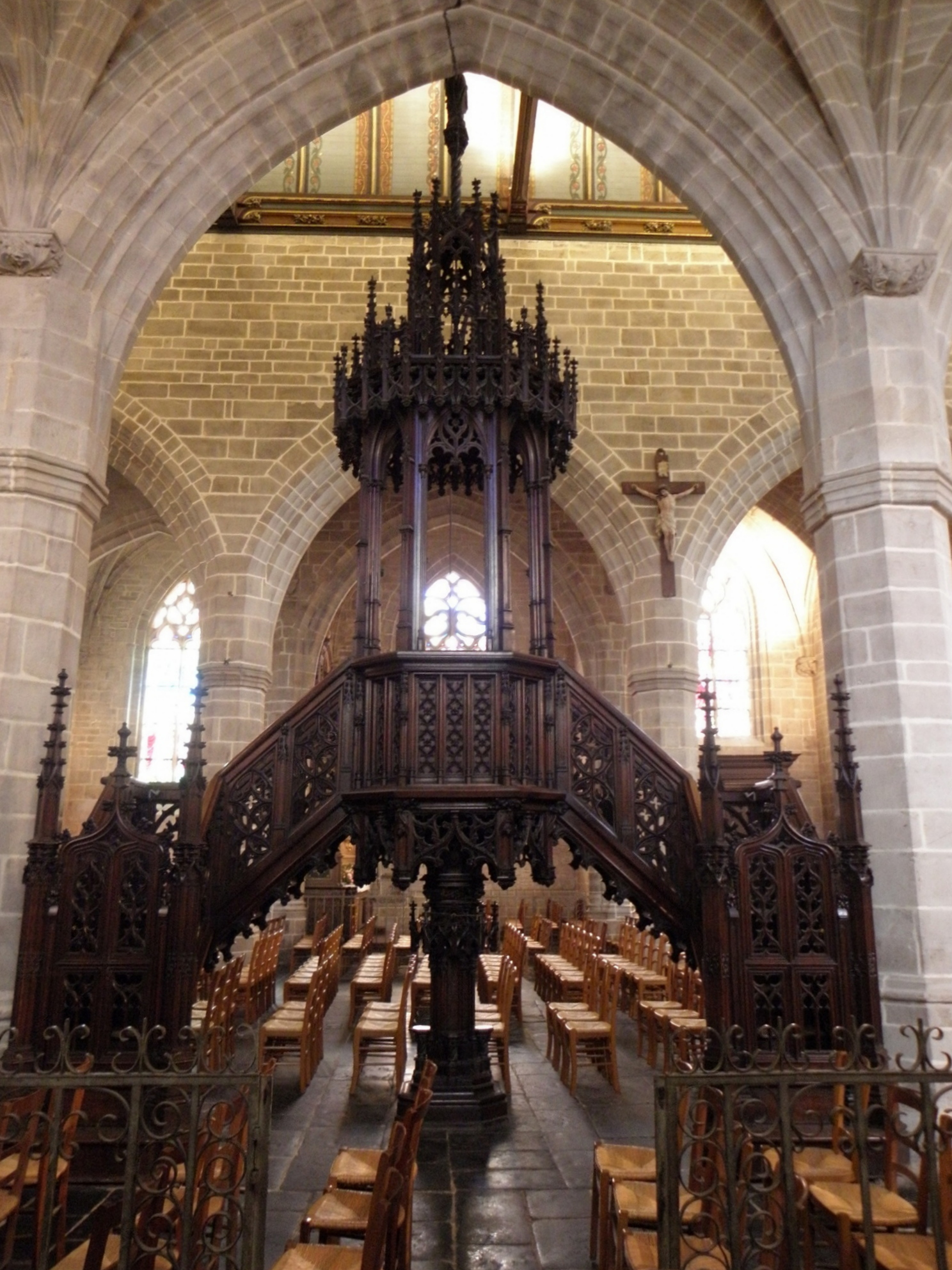
Kanzel

## Grabmäler
- Das Wandnischengrab für den Chorherren Pierre Hubert wurde 1498 aus Sandstein geschaffen. Auf der Grabplatte ist die Liegefigur des Verstorbenen eingemeißelt.[7]
- Ein weiteres Grabmal wurde 1888 von dem Bildhauer Jean-Marie Valentin für den Pfarrer Gilles Aubrée geschaffen. Der Verstorbene wird an seinem Betstuhl kniend dargestellt. Gilles Aubrée ließ die neugotische Ausstattung der Kirche anfertigen.

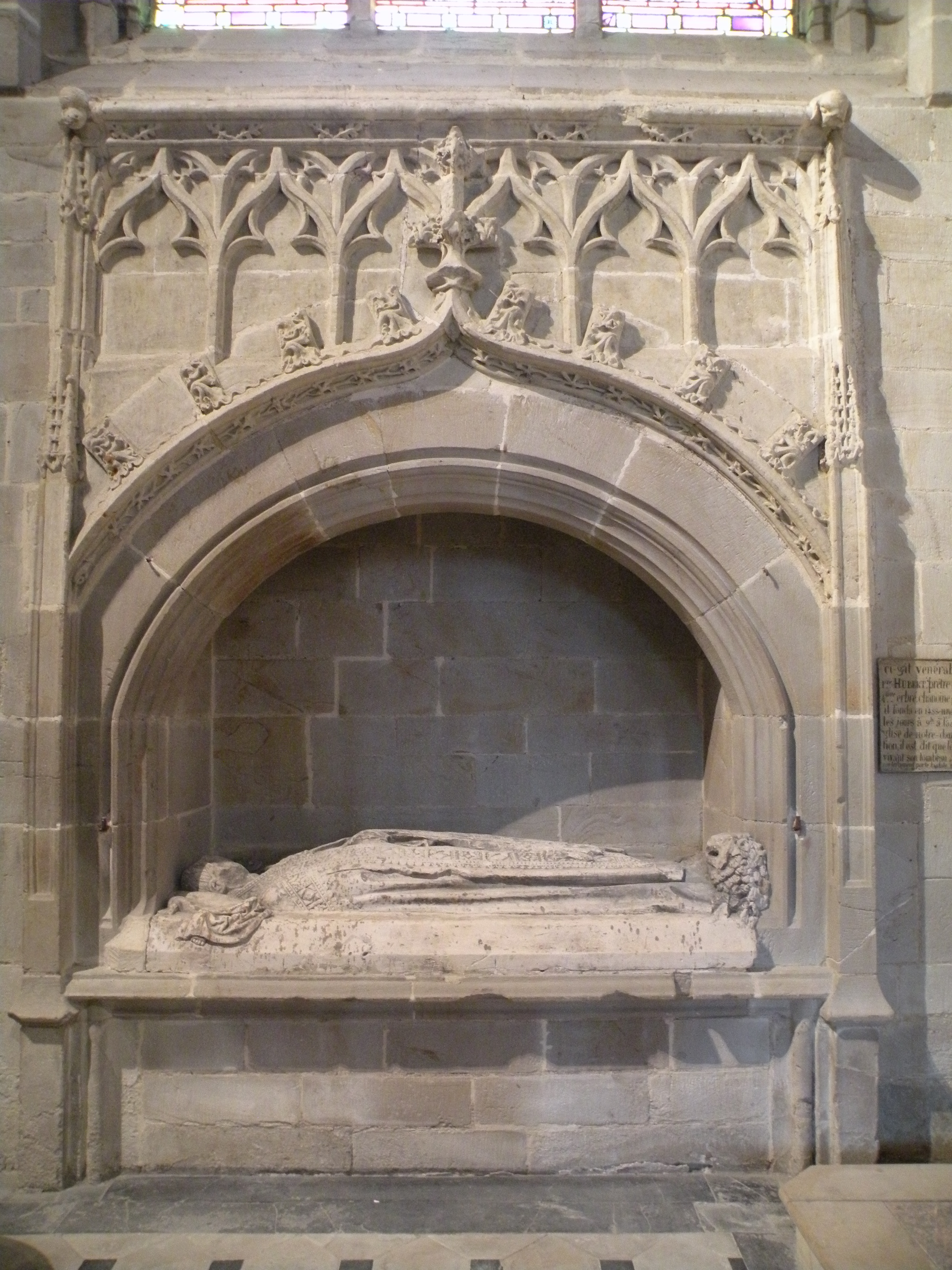
Wandnischengrab für Pierre Hubert
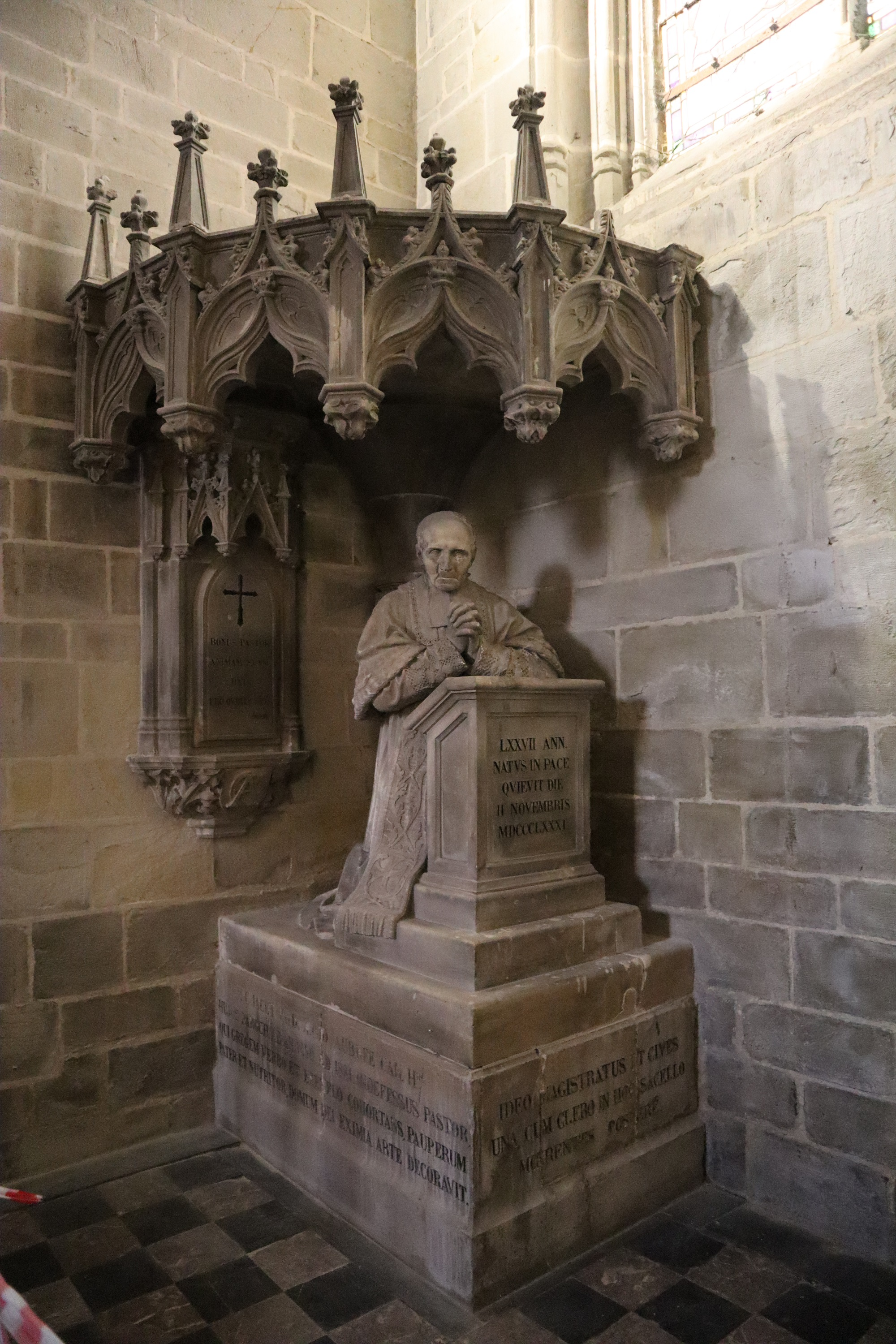
Grabmal für Gilles Aubrée